# Тительбах, Владислав
Владислав Тительбах (серб. Владислав Тителбах; 21 июня 1847, Ленешице, в 57 км. к северо-западу от Праги, Чехия – 6 февраля 1925, Белград, Сербия) — сербский живописец, иллюстратор и этнограф чешского происхождения. Отец архитектора Стояна Тительбаха.

## Биография
Родился 9 (21) июня 1847 года в чешской Ленешице в семье торговца. Среднюю школу окончил в Праге. Высшее образование получил в Пражской политехнической школе, где изучал дизайн архитектуры. Параллельно с учебой в Пражской политехнике посещал художественную школу.
После завершения обучения Тительбах намеревался переехать в Россию, но его старший брат, который работал бухгалтером в Нови-Саде, пригласил его в Воеводину. Здесь В. Тительбах начал работать служащим. Впоследствии он познакомился со своей будущей женой Катицей Васичевой, в браке с которой родились дочь Дарья и сын Стоян Тительбах (1877). Тительбах принял православие и остался жить в Сербии. С 1871 по 1874 г. преподавал математику и начертательную геометрию в реальной гимназии в Нови-Саде.
В 1875 году переехал с семьей в Белград.